# Het Anker (Zaltbommel)
Het Anker is een kerkgebouw te Zaltbommel, gelegen aan Vergtweg 87.
Dit gebouw kwam in 1978 tot stand als Gereformeerd kerkgebouw. Na de kerkenfusie huisvestte het een eigen PKN-gemeente, die min of meer los stond van de van oorsprong Hervormde gemeente die in de Grote kerk kerkt. De gemeente die in Het Anker kerkt is meer rechtzinnig van karakter.
Het is een doosvormig gebouw zonder toren dat eerder oogt als een buurthuis dan als een kerkgebouw.
Van belang is het orgel, dat in 1955 door de firma Pels werd gebouwd voor de Gereformeerde kerk te Wateringen en in 1978 naar Zaltbommel werd overgeplaatst. Dit orgel werd omschreven als: geen concertinstrument maar een honderd procent eerlijk en degelijk begeleidingsinstrument. Met een edele, heldere klank.